# Меркатале-Сан Квирико (Прато)
Меркатале-Сан Квирико је насеље у Италији у округу Прато, региону Тоскана.
Према процени из 2011. у насељу је живело 3910 становника. Насеље се налази на надморској висини од 254 м.